# Ksi Geminorum
Ksi Geminorum (Alzirr, ξ Gem) – gwiazda w gwiazdozbiorze Bliźniąt, znajdująca się w odległości około 59 lat świetlnych od Słońca.

## Nazwa
Tradycyjna nazwa gwiazdy, Alzirr, wywodzi się od arabskiego ‏الزر‎ az-zirr, co oznacza „guzik”. Międzynarodowa Unia Astronomiczna w 2017 roku formalnie zatwierdziła użycie nazwy Alzirr dla określenia tej gwiazdy.

## Charakterystyka
Jest to podolbrzym reprezentujący typ widmowy F5, który był też klasyfikowany jako olbrzym. Gwiazda ta ma temperaturę 6460 K i jasność 11,1 razy większą niż jasność Słońca. Jej promień to 2,7 promienia Słońca, ma masę 1,5–1,6 razy większą niż masa Słońca; świeci od 2,5 miliarda lat i kończy lub zakończyła etap syntezy wodoru w hel w jądrze. Parametry tej gwiazdy sytuują ją w krytycznym punkcie diagramu HR, gdyż w pobliżu tej masy cykl CNO zaczyna dominować nad cyklem protonowym, główną drogą syntezy jądrowej w mniejszych gwiazdach (takich jak Słońce), a także prędkość rotacji gwiazd powyżej tej granicy jest większa. Alzirr obraca się z prędkością równą co najmniej 68 km/s na równiku, 34 razy większą niż Słońce. Szybka rotacja i zewnętrzna strefa konwektywna sprawiają, że gwiazda ta jest aktywna magnetycznie, ma koronę o dwóch poziomach, na których temperatura sięga odpowiednio 2 i 8 mln K, oraz emituje promieniowanie rentgenowskie. Jest to także gwiazda zmienna typu Delta Scuti, subtelnie oscylująca z różnymi okresami zmian. W przyszłości gwiazda przekształci się w czerwonego olbrzyma i zakończy życie jako biały karzeł.